# Pangrapta mandarina
Pangrapta mandarina är en fjärilsart som beskrevs av John Henry Leech 1900. Pangrapta mandarina ingår i släktet Pangrapta och familjen nattflyn. Inga underarter finns listade i Catalogue of Life.